# 溫福爾 (北卡羅萊納州)
溫福爾（英語：Winfall）是一個位於美國北卡羅萊納州珀奎曼斯縣的城鎮。

## 人口
根據2020年美國人口普查的數據，溫福爾的面積為6.01平方千米，當中陸地面積為5.98平方千米，而水域面積為0.03平方千米。當地共有人口554人，而人口密度為每平方千米92人。